# Montfort (Alpi dell'Alta Provenza)
Montfort (Montfòrt in provenzale classico e Mount-Fort in provenzale di norma mistraliana) è un comune francese di 385 abitanti situato nel dipartimento delle Alpi dell'Alta Provenza della regione della Provenza-Alpi-Costa Azzurra.
I suoi abitanti sono detti Montfortains.

## Società

### Evoluzione demografica
Abitanti censiti